# 104698 Alvindrew
104698 Alvindrew è un asteroide della fascia principale. Scoperto nel 2000, presenta un'orbita caratterizzata da un semiasse maggiore pari a 2,3722986 au e da un'eccentricità di 0,2126129, inclinata di 6,35229° rispetto all'eclittica.